# Geopeltis
Geopeltis è un genere di molluschi cefalopodi estinti, appartenenti ai vampiromorfi. Visse nel Giurassico inferiore (Toarciano, circa 183 - 180 milioni di anni fa) e i suoi resti fossili sono stati ritrovati in Europa.

## Descrizione
Questo animale doveva essere piuttosto simile a un calamaro o a una seppia attuali, anche se non era strettamente imparentato. Geopeltis era dotato di un gladio moderatamente allungato, piuttosto appiattito e dotato di zone iperbolari debolmente arcuate; le linee di crescita delle zone iperbolari erano dritte.

## Tassonomia
Geopeltis è il genere eponimo dei Geopeltidae, una famiglia di cefalopodi appartenenti ai Vampyromorpha e strettamente imparentati con i Loligosepiidae. Il genere Geopeltis è stato a lungo confuso con Geoteuthis, un altro genere di cefalopode giurassico. Sono note due specie attribuite a questo genere: Geopeltis simplex e G. emarginata, entrambe note per fossili ritrovati in terreni del Giurassico inferiore in Germania e inizialmente descritte da Voltz nel 1840 come due specie del genere Belopeltis. Fu poi Regteren Altena nel 1849 a istituire il genere Geopeltis per queste specie.